# Théophile Vossen
Pour les articles homonymes, voir Vossen.
Théophile Vossen, né à Lombeek-Notre-Dame, est le créateur de la gueuze Mort Subite et était le tenancier du café La Cour royale,,. On y jouait des parties de dés (pitjesbak (nl)) où le perdant était appelé le mort, comme celles-ci avaient un certain succès, il décida de renommer son café À la mort subite,,,.

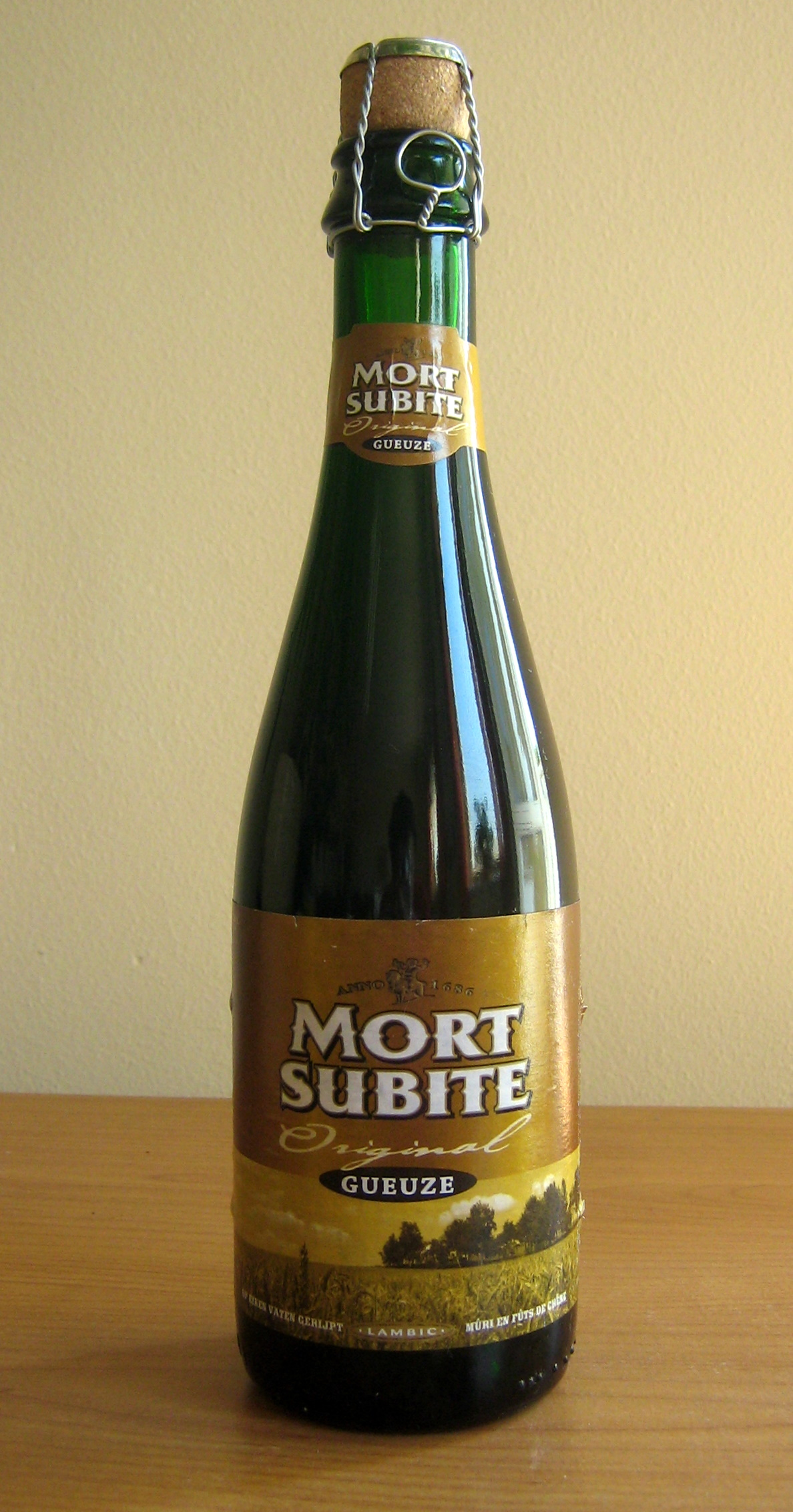
Geuse Mort subite

En 1910, il acheta un bâtiment, rue des Capucins et devint coupeur de bière. Il est surtout connu pour être l'inventeur en 1910, de la bière Mort subite dont le nom qui provient du café fut donné en 1928. 
Son café et sa brasserie furent repris par ses fils puis ses petits-fils. Ce sont toujours ses arrière-petits-enfants qui tiennent le café, rue Montagne aux Herbes Potagères à Bruxelles.
En 1972, la brasserie et la bière furent vendues à la brasserie De Keersmaeker qui par la suite prit le nom de Brasserie Mort Subite.
Il est par ailleurs un cousin germain de Frans Van Cauwelaert , homme politique belge, bourgmestre d'Anvers et président de la Chambre des Représentants.